# Chung Ju-yung
Chung Ju-yung (coreano:정주영;鄭周永, 25 de novembro 1915 - 21 de março 2001) foi um empresário sul-coreanos, fundador do grupo Hyundai.